# Condado de Santa María de Loreto
El condado de Santa María de Loreto es un título nobiliario español concedido por el rey Carlos III el 2 de abril de 1787 a Gabriel de Peñalver y Cárdenas, regidor perpetuo y alcalde de La Habana, Cuba.

## Condes de Santa María de Loreto
|      | Titular                                      | Periodo             |
| ---- | -------------------------------------------- | ------------------- |
| I    | Gabriel de Peñalver y Cárdenas               | 1787-1806           |
| II   | María de la Natividad de Peñalver y Montalvo | 1806-1835           |
| III  | María de Loreto de Peñalver y Peñalver       | 1849-1875           |
| IV   | María Luisa Hernández Armenteros             | 1887-1961           |
| V    | Rodolfo de Peñalver y Hernández              | 1961-1982           |
| VI   | María de las Mercedes de la Torre y Alcoz    | 1982-2007           |
| VII  | María de la Concepción Monteverde y Cuervo   | 2014-2022           |
| VIII | Eduardo Martínez Du Bouchet                  | 2022-actual titular |

## Historia de los condes de Santa María de Loreto
- Gabriel de Peñalver y Cárdenas (m. La Habana, 1 de marzo de 1806), I conde de Santa María de Loreto[1][2]

Se casó el 10 de mayo de 1772 con María de Loreto Montalvo y Ambulodi, hija de Lorenzo Montalvo Ruiz de Alarcón, I conde de Macuriges, y de Teresa de Ambulodi y Arriola.  Le sucedió su hija.
- María de la Natividad de Peñalver y Montalvo (m. La Habana, 28 de marzo de 1835),[2] II condesa de Santa María de Loreto.

Contrajo matrimonio el 3 de junio de 1792 con Francisco José Peñalver y Cárdenas (m. La Habana, 27 de septiembre de 1822), alcalde ordinario de La Habana, hijo de Nicolás de Peñalver y Cárdenas, caballero de la Orden de Carlos III, y de su esposa, María Luisa de Cárdenas y Santa Cruz. Le sucedió su hija.
- María de Loreto de Peñalver y Peñalver (baut. Catedral de La Habana, 1 de octubre de 1794-ibid., 23 de diciembre de 1875), III condesa de Santa María de Loreto por Real Carta de Sucesión del año 1849.[3]

Contrajo matrimonio en La Habana el 18 de diciembre de 1822 con Jenaro Lima y Romay. Le sucedió.
- María Luisa Hernández Armenteros, IV condesa de Santa María de Loreto, por Real Carta de Sucesión de 23 de marzo de 1887.[4] Era hija de Vicente Hernández y González, Gran Cruz de la Orden de Isabel la Católica, y de María Luisa Armenteros y Calvo.[5]

Se casó el 24 de noviembre de 1890 con Ramón de Peñalver y Montalvo, hijo de Juan Crisóstomo Peñalver y Peñalver, III conde de San Fernando de Peñalver, y de su esposa María Josefa Montalvo y Cárdenas. Le sucedió su hijo:
- Rodolfo de Peñalver y Hernández (La Habana, 25 de octubre de 1907-1982), V conde de Santa María de Loreto desde 1961,[7] VI conde de San Fernando de Peñalver.[8] y VII marqués de Casa Calvo en sucesión de su hermano Rafael Leónidas de Peñalver y Hernández por carta de sucesión del 21 de mayo de 1952.  El título fue revocado en ejecución de sentencia el 31 de marzo de 1956.[9]

- María de las Mercedes de la Torre y Alcoz (La Habana, 24 de septiembre de 1921-Miami, 6 de junio de 2007),[10] VI condesa de Santa María de Loreto[1] y VIII marquesa de Arcos.[11]

- María de la Concepción Monteverde y Cuervo, VII condesa de Santa María de Loreto.[12] Es hija de Francisco de Monteverde y Benítez de Lugo y de María de la Concepción Cuervo y de Figuerola-Ferretti, marquesa de Rialp.[13]

Se casó el 27 de julio de 2013 en Lisboa con el portugués Paulo José de Oliveira de Almeida. Le sucedió, en trámite de ejecución de sentencia:
- Eduardo Martínez Du Bouchet, VIII conde de Santa María de Loreto,[14] X marqués de Arcos y IX conde de Casa Bayona.